# Сид Уоткинс
Проф. д-р Сидни Уоткинс (1928 – 2012) е световно признат неврохирург, оглавявал 26 години медицинският екип на състезанията във Формула 1.

## Биография
Уоткинс е роден в Ливърпул и се дипломира през 1952 година. Впоследствие започва специализация по неврохирургия в Оксфордския университет. В тези години той се увлича по моторните спортове и в свободното си време е лекар на пистата Силвърстоун.
Д-р Уоткинс получава предложение да стане професор по неврохирургия в Ню Йорк и заминава САЩ, но скоро се завръща в Англия и завежда неврохирургията на Лондонската болница.
През 1978 година среща Бърни Екълстън, който му предлага да стане лекар във Формула 1. В следващите 26 години Уоткинс е официален лекар във Формула 1 и заема различни длъжности във ФИА, свързани със сигурността. Смята се че има огромен принос в сигурността на този моторен спорт.
На 20 януари 2004 Уоткинс обявява оттеглянето си от медицинските длъжности във ФИА, но остава президент на Института по безопасност на моторните спортове към ФИА.